# Bosques montanos de la Cordillera Real oriental
Los bosques montanos de la Cordillera Real oriental (nombre del WWF) es una ecorregión de selva montana y bosque andino de la ecozona neotropical que se extiende por el flanco oriental de los Andes septentrionales. Constituye la Amazonía Alta de Ecuador y se extiende desde el sur de Colombia hasta el norte del Perú. 
Por su latitud conforman la Selva ecuatorial de montaña, también llamada Ceja de montaña. Es una franja de gran biodiversidad localizada entre los Andes ecuatoriales y la llanura amazónica. 
En Ecuador se le suele llamar Bosque húmedo de la Alta Amazonía y representa la región con mayor endemismo por área del país. Varios científicos consideran que la Amazonía alta del sur de Ecuador, contiene la mayor riqueza florística que cualquier área de tamaño similar en el Neotrópico (Schulenberg y Aybrey, 1997). Destaca el Parque nacional Podocarpus en el sur oriente del Ecuador.
En el Perú cruza los Andes llegando a la vertiente del Pacífico, abarcando desde el bosque andino de Piura, pasando por el norte de Cajamarca hasta la Selva alta de frontera de Amazonas, en donde destaca la Cordillera del Cóndor. 
- Datos: Q30626544
- Multimedia: Eastern Cordillera Real Montane Forests Ecoregion / Q30626544